# 山下泰弘
山下 泰弘（やました やすひろ、1986年5月19日 - ）は、日本の男子バスケットボール選手である。福岡県北九州市出身。身長187cm、体重80kg。佐賀バルーナーズ所属。

## 来歴
福大大濠高校から明治大学を経て、東芝に入社。堤啓士朗、寒竹隼人は高校時代のチームメイト。

## 経歴
- 福大大濠高 - 明治大学 - 東芝（2009 - 2016）- 福岡（2016 - 2019) - 島根（2019 - 2022） - 佐賀（島根よりレンタル移籍。2022 - 2025） - 佐賀（2025 - ）